# Ламми (индейская резервация)
Ламми (англ. Lummi Indian Reservation) — индейская резервация, расположенная на Северо-Западе США в северо-западной части штата Вашингтон.

## История
Ламми подписали договор Пойнт-Эллиотт с американскими властями в 1855 году, уступив большую часть своих традиционных земель в западной части современного штата Вашингтон. Взамен они получили резервацию, которая первоначально занимала 60,7 км². В конце XIX века многие ламми были обращены в христианство миссионерами-облатами.
В 1948 году ламми приняли племенную конституцию, измененную и ратифицированную в 1970 году, которая создала нынешнюю структуру правительства племени. С 30 июля по 4 августа 2007 года в резервации состоялся первый потлач с 1930-х годов. В рамках возрождения традиционной практики 68 семей отправились на каноэ ручной работы в резервацию из разных районов штата и Британской Колумбии, чтобы отпраздновать потлач с другими членами племени.

## География
Ламми расположена на юго-западе округа Уотком, к западу от города Беллингхем и в 32 км югу от американо-канадской границы. Территория резервации полностью включает полуостров Ламми и необитаемый остров Портидж.
Общая площадь Ламми составляет 97,36 км², из них 54,07 км² приходится на сушу и 43,29 км² — на воду. Штаб-квартира племени находится в городе Беллингхем.

## Демография
По данным федеральной переписи населения 2000 года, в резервации проживало 4 193 человека, из них, 43,6 % были идентифицированы как белые, а 50,4 % были индейцами.
В 2019 году в резервации проживало 5 641 человек. Расовый состав населения: белые — 2 275 чел., афроамериканцы — 55 чел., коренные американцы (индейцы США) — 2 895 чел., азиаты — 129 чел., океанийцы — 32 чел., представители других рас — 26 чел., представители двух или более рас — 229 человек. Плотность населения составляла 57,94 чел./км².

## Комментарии
1. ↑  Сам населённый пункт не входит в состав резервации, а является лишь штаб-квартирой племени.